# Ducula subflavescens
La dúcula amarillenta (Ducula subflavescens) es una especie de ave columbiforme de la familia Columbidae endémica del archipiélago Bismarck. Anteriormente se consideraba una subespecie de la dúcula australiana (incluso algunos la consideraban subespecie de la dúcula bicolor) pero ahora se considera una especie separada.

## Descripción
La dúcula amarillenta es una paloma de tamaño considerable de un aspecto similar a la dúcula australiana, pero se caracteriza por el tono amarillento de su plumaje y la base de su pico azulada.

## Distribución y hábitat
Se encuentra únicamente en los bosques tropicalses del archipiélago Bismarck, incluidas las islas del Almirantazgo. Está amenazada por la pérdida de hábitat.